# Antipathes rubusiformis
Antipathes rubusiformis is een Antipathariasoort uit de familie van de Antipathidae. De wetenschappelijke naam van de soort is voor het eerst geldig gepubliceerd in 2004 door Warner & Opresko.